# Charlaine Clomes
Charlaine Clomes, née le 23 juillet 1993 à Châlons-en-Champagne, est une joueuse française de water-polo.
Appelée pour la première fois en équipe de France de water-polo féminin en 2013, elle est vice-championne de France avec l'ASPTT Nancy water-polo en 2009, 2010, 2011 2012.